# 吉安古榕树
吉安古榕树是位於中華人民共和國江西省吉安市赣江边（沿江路）的码头的一棵榕樹，胸径1.3米，树高18米，冠幅19米×20米，树冠覆盖面积1067平方米，遮阴面积2000多平方米，號稱是中華人民共和國最北的一株榕树。古榕树據稱是明末清初时期福建商人所植。